# Augustin (Monaco)
Augustin von Monaco (* 1482; † 14. April 1532 in Monaco) aus der Familie der Grimaldi war Bischof von Grasse und von 1523 bis 1532 Herr von Monaco.

## Leben
Augustin Grimaldi war der fünfte Sohn von Lambert von Monaco und Claudine Grimaldi. Er wurde 1501 Abt des Klosters Lérins und 1505 Bischof von Grasse und ab 1525 auch Bischof von Mallorca. Augustins Bruder Lucien von Monaco hatte zu Beginn seiner Herrschaft festgelegt, dass im Falle seiner Abwesenheit Augustin die Amtsgeschäfte führen sollte. Bereits im Jahr 1507 übernahm Augustin erstmals die Verwaltung von Monaco, während Lucien in Mailand im Gefängnis saß. Augustin erwies sich als sehr umsichtig und verhinderte den Versuch des französischen Königs Ludwig XII., Monaco zu übernehmen.
Nach dem gewaltsamen Tod Luciens am 22. August 1523 übernahm Augustin die Regentschaft in Monaco anstelle des erst einjährigen Honoré I., dem Sohn und Erben von Lucien. Sein erstes Ziel im neuen Amt war die Bestrafung der Gegner seines Bruders. Hier ist er zunächst allerdings wenig erfolgreich. Andrea Doria bedrohte Monaco weiter. Barthélémy, der Mörder Luciens, sucht die Versöhnung mit Augustin, der ihm aber nicht verzeihen will. Eines Tages wird Barthélémy mit eingeschlagenem Schädel im Schloss in Penna aufgefunden. Aufgrund seiner Streitigkeiten mit Frankreich stellt Augustin Monaco 1525 unter das Protektorat Karls I. von Spanien, der ihn am 27. Juni 1524 in den Reichsfürstenstand erhoben hatte.
Am 14. April 1532 stirbt Augustin von Monaco auf ungeklärte Weise. Sein Erbe wird der zehnjährige Honoré I., für den zunächst Etienne Grimaldi die Regierungsgeschäfte übernimmt.